# 思川駅

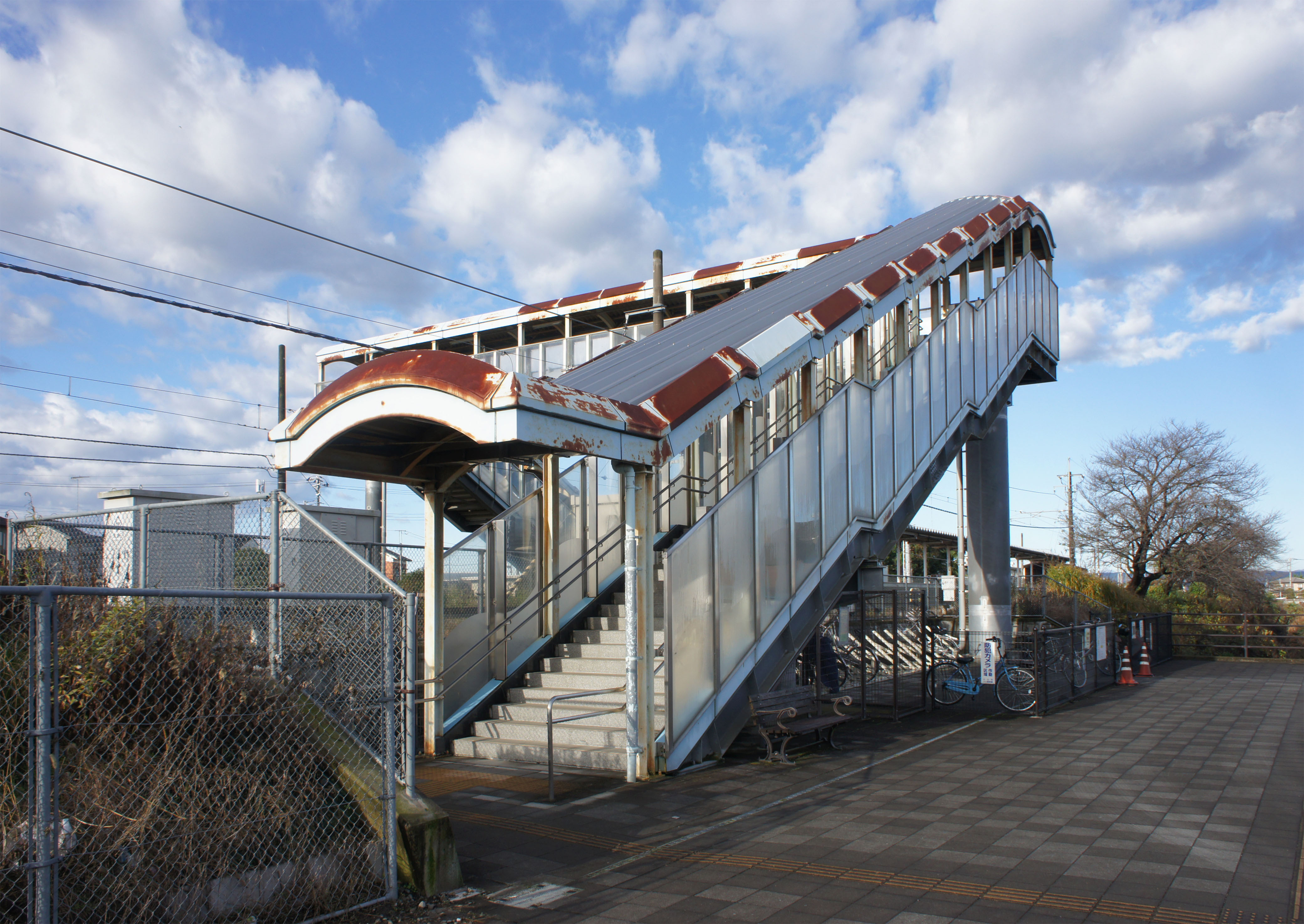
北口（2021年11月）

思川駅（おもいがわえき）は、栃木県小山市大字松沼にある、東日本旅客鉄道（JR東日本）両毛線の駅である。
高崎支社管轄の最東端駅であり、東隣の小山駅は大宮支社管轄となる。

## 歴史
- 1911年（明治44年）4月10日：鉄道院の駅として新設[1][2]。
- 1949年（昭和24年）6月1日：公共企業体日本国有鉄道（国鉄）発足。
- 1961年（昭和36年）9月1日：貨物取扱廃止[2]。
- 1984年（昭和59年）2月1日：荷物扱い廃止[2]。
- 1985年（昭和60年）3月14日：無人駅化[3]。以降1990年ごろまで職員1人による特別改札実施駅となる[4]。
- 1987年（昭和62年）4月1日：国鉄分割民営化に伴い、東日本旅客鉄道（JR東日本）の駅となる[2]。
- 2000年（平成12年）3月11日：駅舎改築。
- 2001年（平成13年）11月18日：ICカードSuica供用開始。
- 2003年（平成15年）12月1日：直営駅から無人駅化。
- 2010年（平成22年）8月：橋上駅舎化、改札口を南北自由通路上に移転。
- 2011年（平成23年）5月9日：南北自由通路が完成、北口新設[5]。

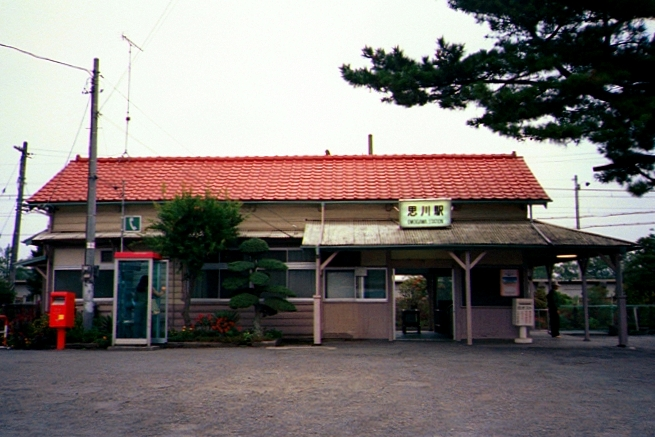
旧駅舎（1996年10月）
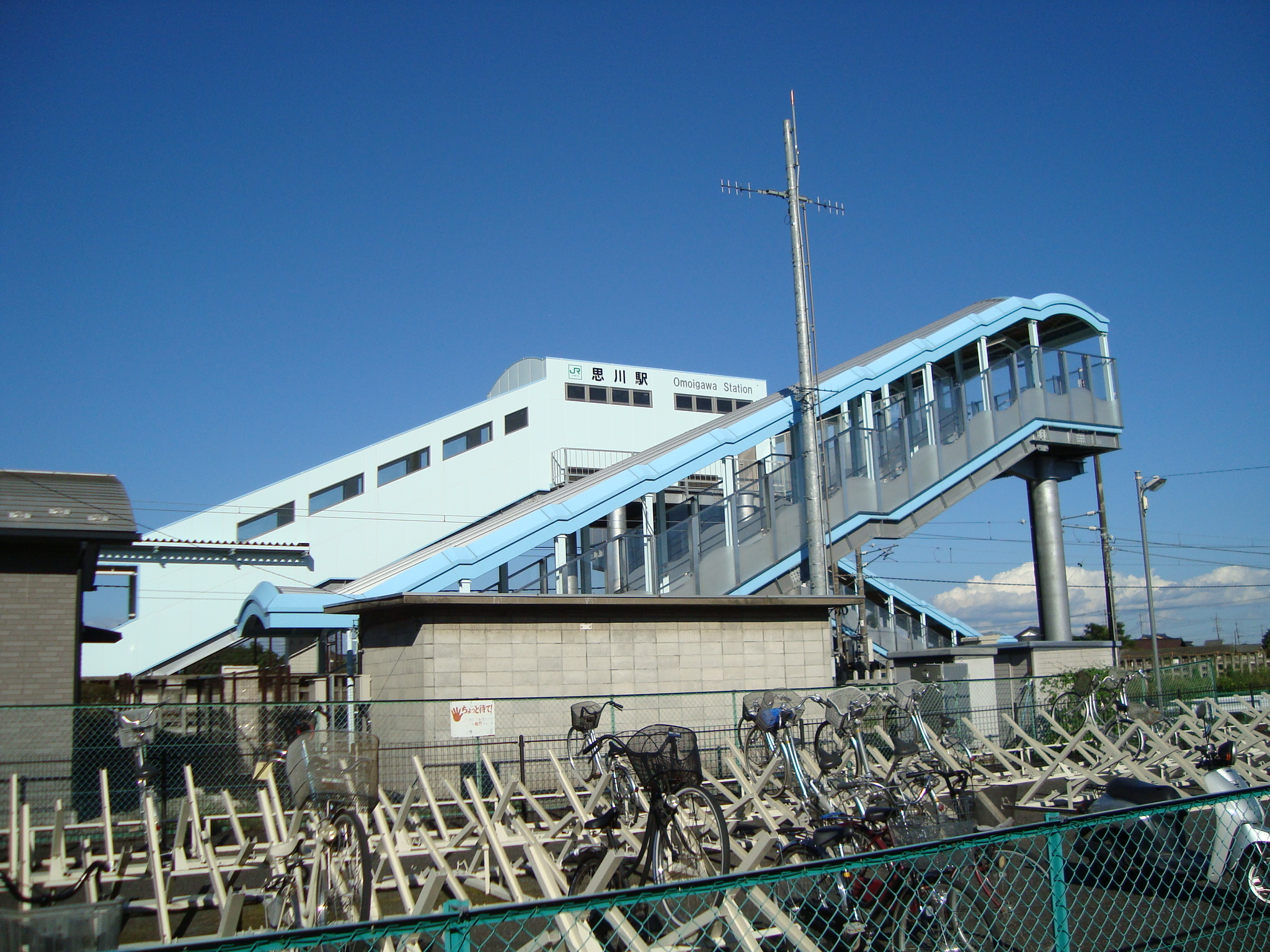
南北自由通路外観（2010年10月）

## 駅構造
島式ホーム1面2線を有する列車交換可能な地上駅。駅舎とホームは跨線橋で連絡している。
回廊付の小振りな木造駅舎は近年コンクリートの簡便なものに改築された。以前は駅員が常駐する直営駅（みどりの窓口無し）であったが、2003年12月に無人駅となった。足利駅が当駅を管理している。2010年8月に駅設備を南北自由通路上に設ける橋上駅舎化し、2011年に北口新設と共に南北自由通路が完成した。なお、バリアフリー設備は設置されていない。簡易Suica改札機、乗車駅証明書発行機が設置されている。

### のりば
| 番線 | 路線    | 方向 | 行先                 |
| ---- | ------- | ---- | -------------------- |
| 1    | ■両毛線 | 上り | 桐生・前橋・高崎方面 |
| 2    | ■両毛線 | 下り | 小山方面             |

（出典：JR東日本:駅構内図）

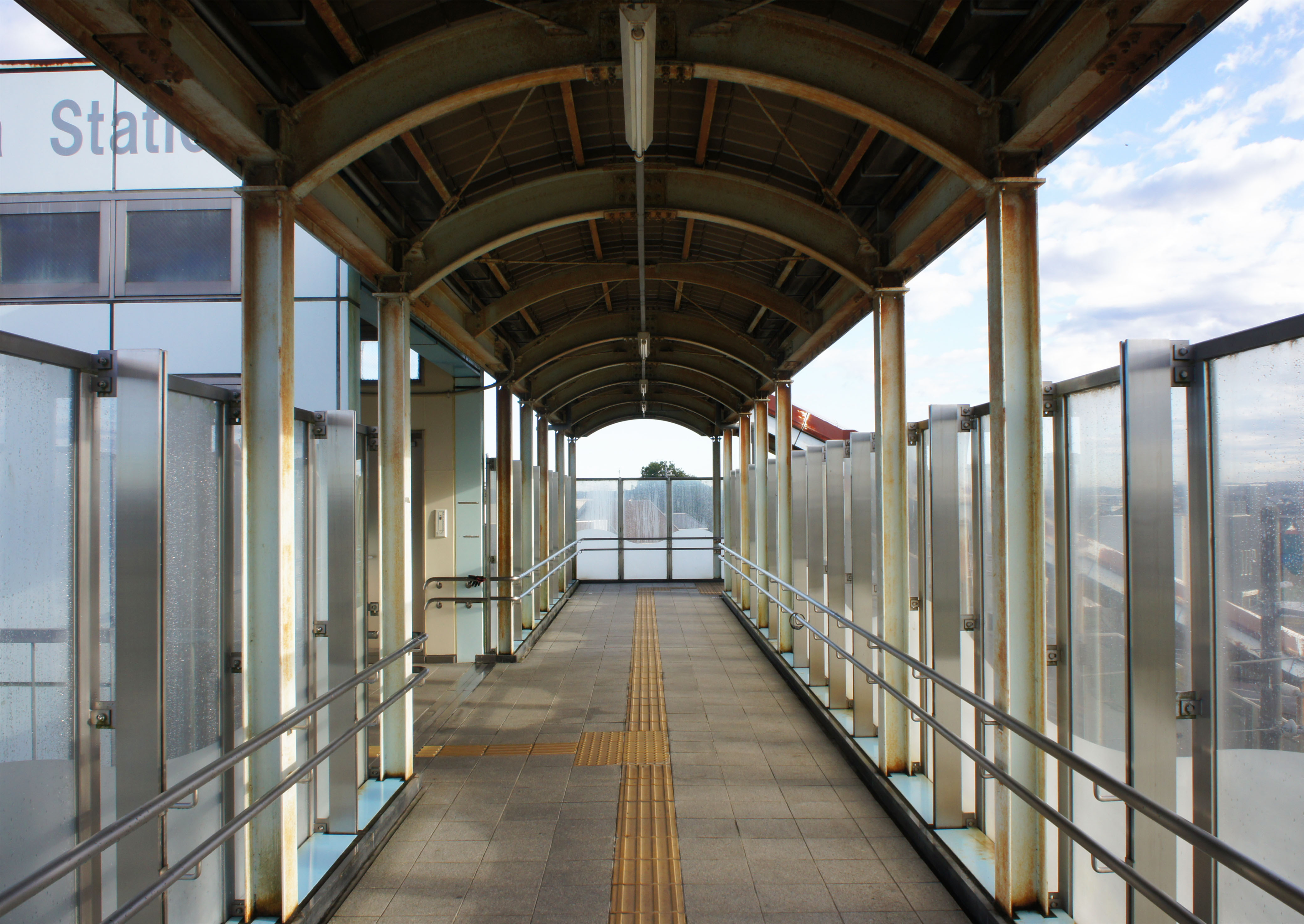
自由通路（2021年11月）
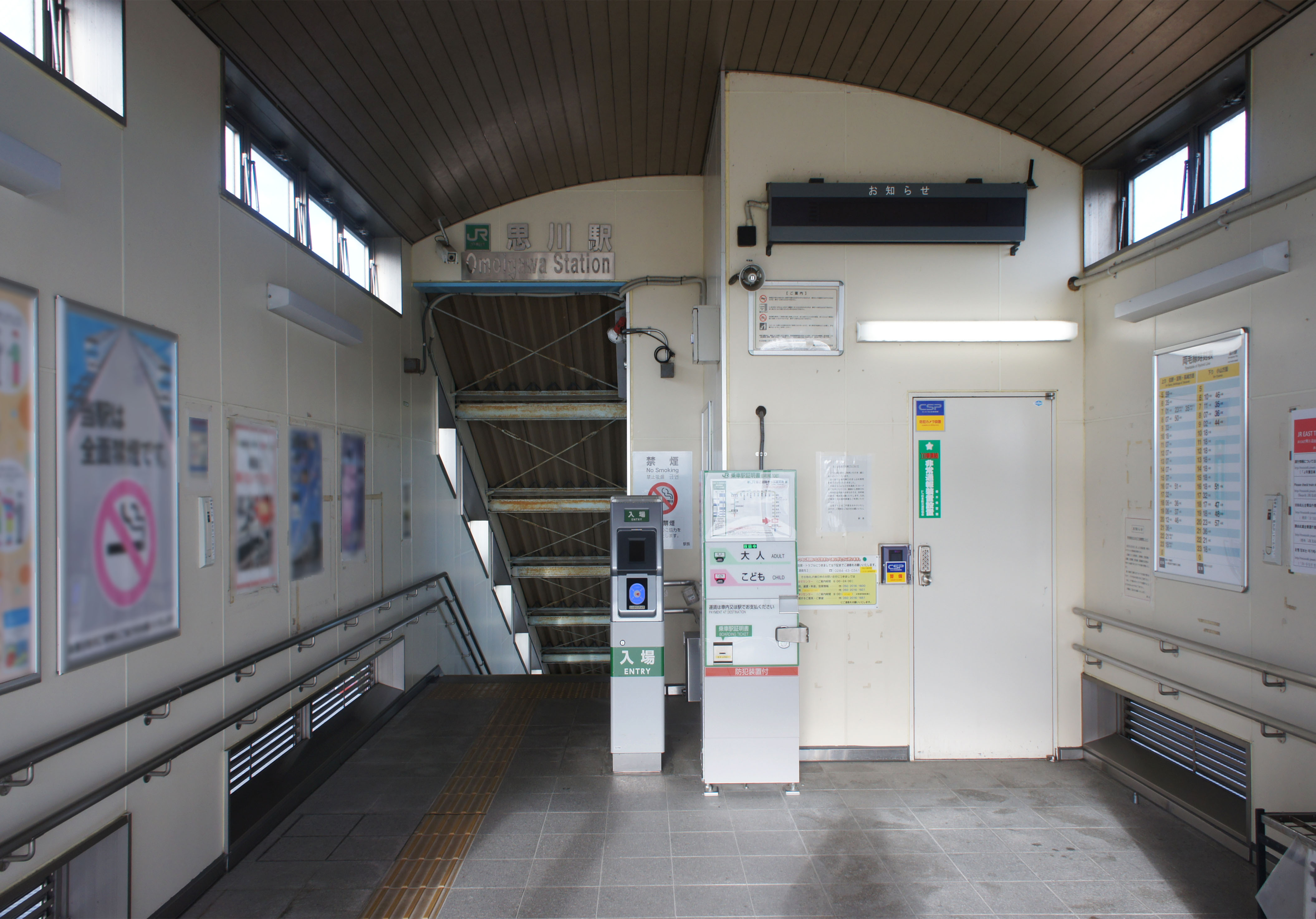
改札口（2021年11月）
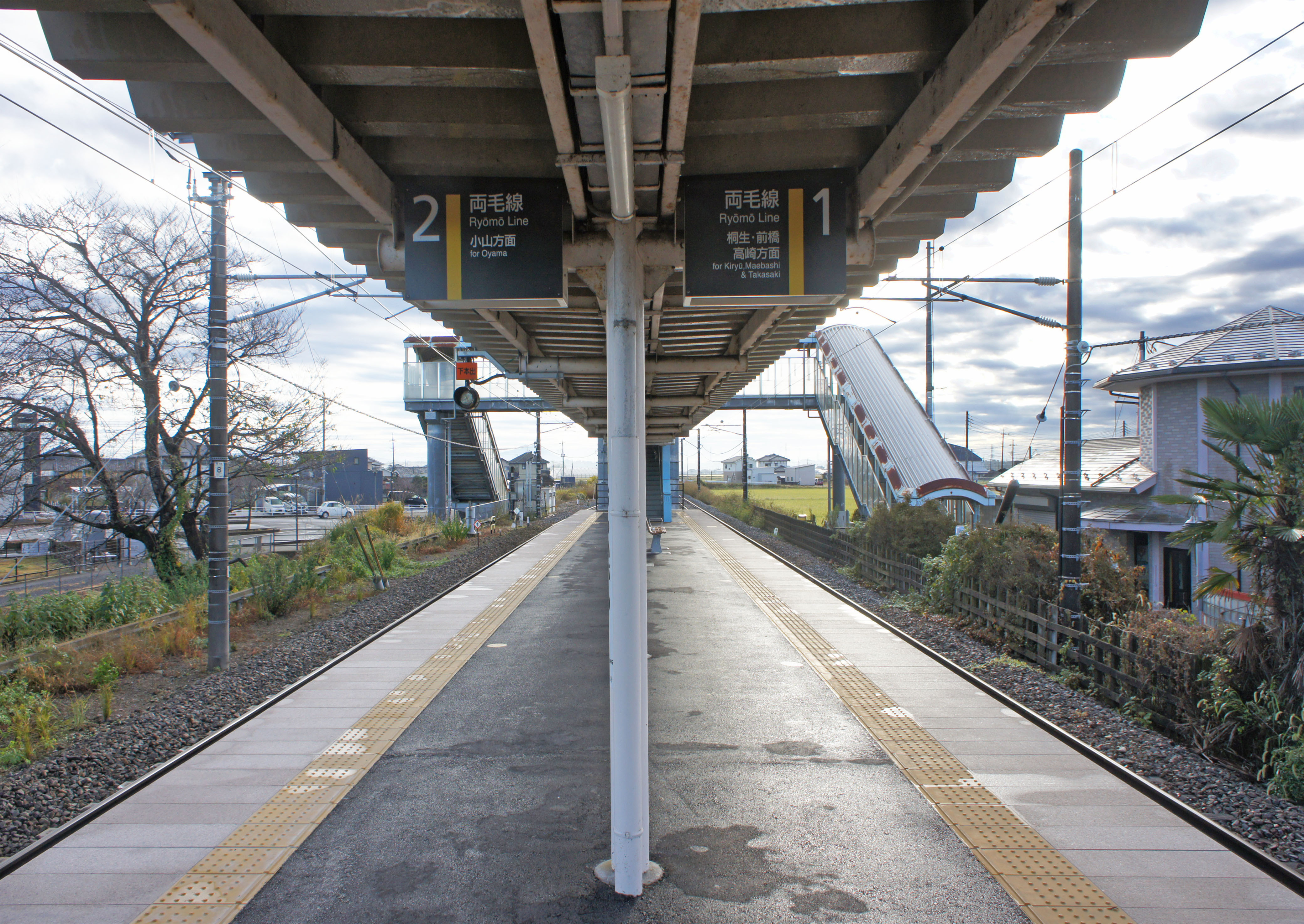
ホーム（2021年11月）

## 利用状況
- 2000年度（平成12年度） - 2002年度（平成14年度）の1日平均乗車人員及び2008年度（平成20年度） - 2011年度（平成23年度）の年間乗車人員の推移は以下の通り。
  - 両毛線の駅では、18駅中第15位。栃木県内の同線の駅では、10駅中第7位である。（2002年度）

| 乗車人員推移       | 乗車人員推移                 | 乗車人員推移                | 乗車人員推移 |
| 年度               | 1日平均乗車人員 （単位：人） | 年間乗車人員 （単位：千人） | 出典         |
| ------------------ | ---------------------------- | --------------------------- | ------------ |
| 2000年（平成12年） | 719                          |                             | [ 6 ]        |
| 2001年（平成13年） | 689                          |                             | [ 7 ]        |
| 2002年（平成14年） | 675                          |                             | [ 8 ]        |
| 2008年（平成20年） |                              | 231                         | [ 9 ]        |
| 2009年（平成21年） |                              | 239                         | [ 10 ]       |
| 2010年（平成22年） |                              | 239                         | [ 11 ]       |
| 2011年（平成23年） |                              | 227                         | [ 12 ]       |

## 駅周辺
駅名の由来でもある思川は駅から東に約2kmを北から南に流れる。駅前を通って南北に栃木県道33号小山環状線が走る。
- 小山市役所豊田出張所
- JAおやま豊田支店：駅に隣接
- 小山警察署豊田駐在所
- 栃木県立小山西高等学校
- 小山市立豊田中学校
- 小山市立豊田北小学校
- 小山市立豊田南小学校
- 篠塚稲荷神社[1]
- 栃木県道31号栃木小山線
- ケーブルテレビ

## バス路線
「思川駅」停留所にて、小山市コミュニティバス（おーバス）の路線が発着する。
- 思川駅線：小山西高校・豊田南小学校方面 / 小山駅西口行
- デマンドバス（豊田エリア、中・穂積エリア）

## 隣の駅
東日本旅客鉄道（JR東日本）
■両毛線
小山駅 - 思川駅 - 栃木駅